# Jupe-culotte
Une jupe-culotte est un vêtement porté sur la partie inférieure du corps, les deux jambes étant couvertes séparément.
Ce terme, qui apparait en France en 1896, désigne en Occident un vêtement exclusivement féminin, hybride, qui joue les trompe-l'oeil.

## Étymologie
Ce substantif féminin apparait en France en 1896 dans L'Écho de Paris, à la rubrique Sport où un article se trouve consacré au cyclisme. Il s'agit d'un mot composé à trait d'union, formé à partir des noms communs jupe et culotte.

## Histoire

### Les précurseurs de la jupe-culotte

#### Les bloomers

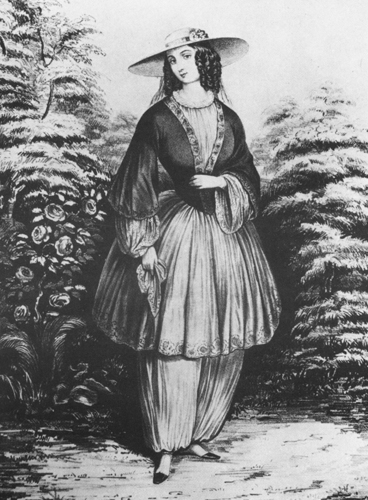
Bloomers, 1er janvier 1850.

Appelés du nom d'Amélia Bloomer qui en fut la principale promotrice outre-atlantique, les bloomers ont été présentés dès 1851 aux lectrices du journal féministe The Lily. Ce costume, qui répondait alors à un besoin de rationalisation du vêtement féminin (rational dress movement), consistait en deux pièces superposées : « une robe raccourcie aux genoux laissant apparaître le bas d'un pantalon bouffant "à la turque" ». L'idée de ce précurseur de la jupe-culotte revient en fait à Elisabeth Cady Stanton, collaboratrice de la revue, qui l'avait créé en 1848. Elle s'inspirait alors de la tenue portée par les femmes admises dans les sanatoriums suisses pour se remettre des traumatismes physiques occasionnés par le laçage trop serré des corsets.
Les bloomers connaissent un certain succès aux États-Unis, ainsi qu'en témoignent les demandes croissantes de patrons de couture adressées au journal. Ils se diffusent en Angleterre puis en France où ils se heurtent cependant aux critiques parfois virulentes des caricaturistes (Punch à Londres, Charivari à Paris), qui voient dans le port de ce vêtement une tentative des femmes de s'accaparer l'exercice de l'autorité dans le couple.
Face à ces attaques qui compromettent leur lutte pour la reconnaissance des droits de la femme, les « blooméristes » renoncent à cette tenue vers la fin des années 1850 pour se tourner vers la crinoline, « invention de plus en plus diffusée, cherchant à remplacer avantageusement les multiples jupons incommodes et lourds que la Mode de l'époque imposait ». D'un point de vue pratique, la crinoline ou « jupon-cage » permettait par sa légèreté de rendre aux femmes leur capacité à se mouvoir avec une moindre gêne.
Toutefois, le port des culottes bouffantes par les femmes pour des activités de sport ou de santé telles que la gymnastique ou les bains de mer, était accepté et s'est imposé dès 1853. Sorti de son contexte de propagation des idées égalitaires entre les femmes et les hommes, il apparait alors comme convenable pour les exercices physiques.

#### La culotte de cycliste

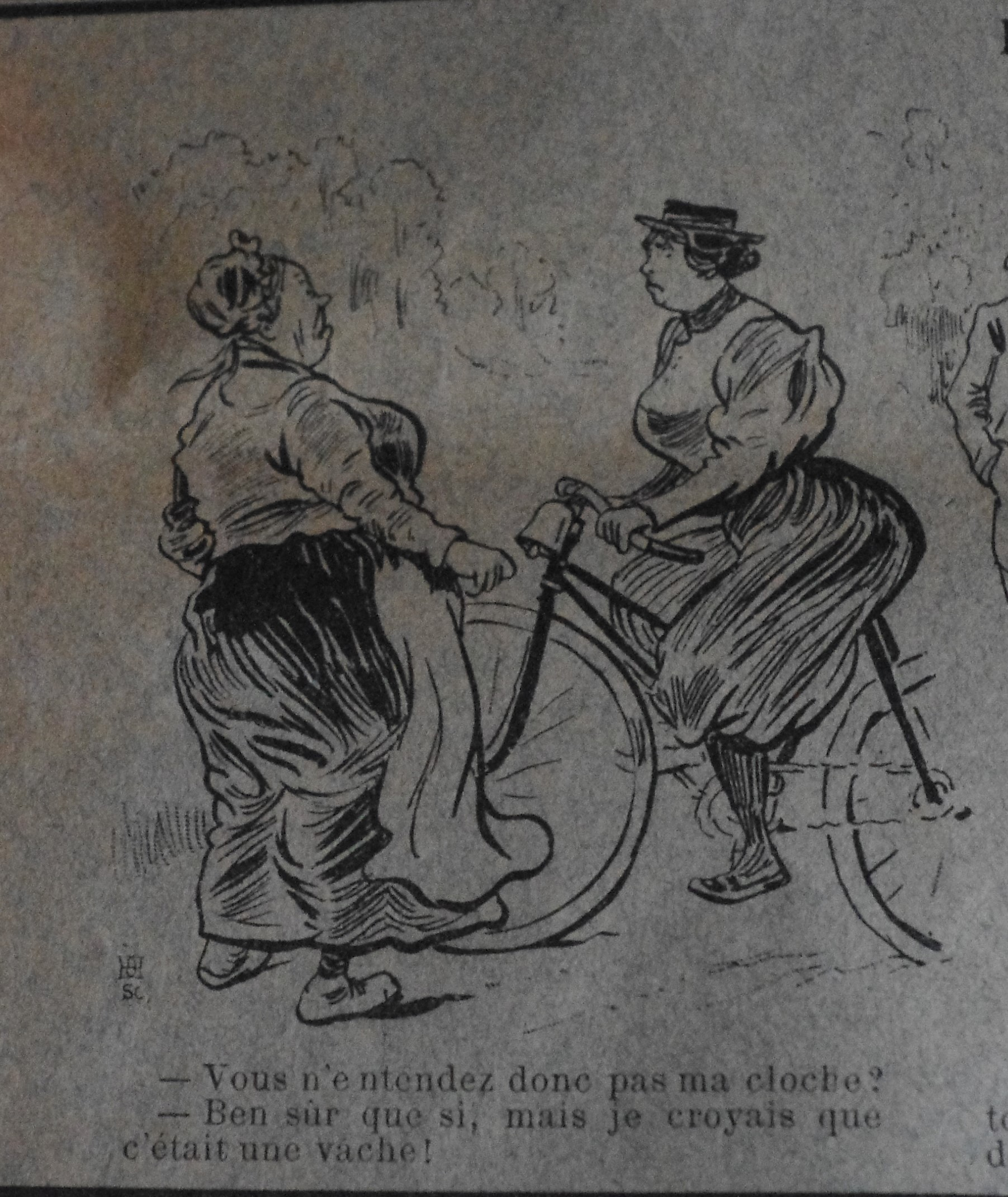
Caricature de femme portant la culotte de cycliste,1895.

A partir des années 1890, dans un contexte où la correction interdit aux femmes de montrer leurs jambes, la pratique de la bicyclette, incompatible avec les robes longues, permettra l'adoption de la culotte bouffante dans l'espace public.
Désormais produite en plus grande série, la bicyclette se popularise tant en Europe qu'aux États-Unis. En France, on compte déjà 55 000 propriétaires de vélocipède en 1885 et ce chiffre passe à 203 626 en 1894. Le cyclisme féminin connait un essor, notamment avec l'organisation en 1893 à Longchamp, par L'Écho de Paris, de courses artistes. « On vit alors des dames cyclistes de la haute société et du demi-monde, portant culottes bouffantes ou jupe-culotte, parcourir, le matin, l'Allée des Acacias ». En France, le docteur Léon Petit évoque les bienfaits de la bicyclette pour les femmes dans une conférence dont le texte est retranscrit dans La Presse du 19 janvier 1896.
Devant composer avec la barre horizontale qui relie le guidon à la selle, les femmes adoptent un vêtement adapté à la configuration de la bicyclette et à la monte à califourchon qu'elle impose. La jupe-culotte a alors l'apparence d'un pantalon ample, froncé à la ceinture, dont les jambes bouffantes sont resserrées sous le genou. Ce nouveau type de vêtement, en vogue en France comme dans les pays anglo-saxons, inspiré de la tenue de Zouave, est désigné par les termes de « pantalon cycliste », de « culotte de zouave » de « pantalon-cloche », car très ample du bas avec l'apparence d'une jupe ou encore de jupe-culotte . À la veille de l'inauguration du Vélodrome d'hiver, le Louvre ouvre un « comptoir spécial de velocipédistes pour dames » sur le Champ-de-Mars et le 1er juillet 1893, L'Ilustration consacre une page à ce nouveau costume.

### La jupe«à deux jambes»

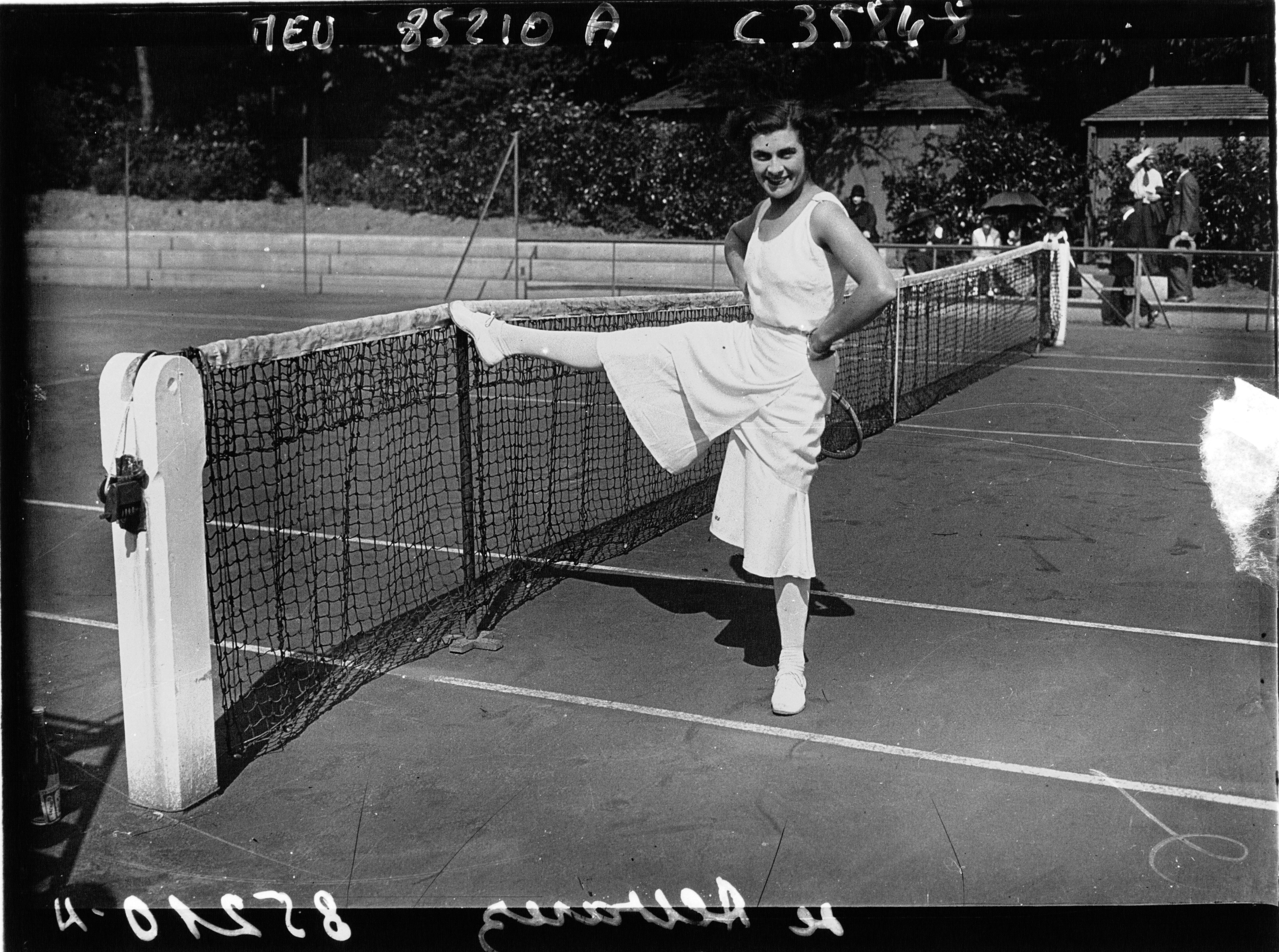
La jupe-culotte portée à Roland-Garros en 1931.

Au tout début du XXe siècle, la jupe-culotte devient Outre-Manche « l'habit de fonction des Suffragettes » qui la portent avec un chemisier noué d'une lavallière, des bottines et un béret. Elle est désignée alors sous le terme de « divided skirt ». En 1911, le journal français Les Modes consacre plusieurs pages à la jupe-culotte qu'il décrit comme « une division de la jupe en deux parties », qui permet de « sauver les convenances ». Le chroniqueur Pierre Lafitte ajoute que « la jupe-culotte a été l'ambassadrice chargée de négocier la paix et le bon goût d'un côté et l'indépendance de la femme de l'autre ». La même année, L'Illustration du 11 février prédit que « favorisant la liberté des mouvements », le nouveau vêtement « rendra à la marche sa souplesse naturelle que l'entrave lui avait fait perdre ». Dans cet esprit et à la différence du couturier Paul Poiret qui fait de ses « jupes sultanes » le modèle phare des dîners et des soirées, la maison Béchoff-David se spécialise dans les jupes-culottes « de promenade » dont elle déposera d'ailleurs le brevet pour certaines d'entre elles dès 1910. Des modèles sont proposés dans L'Illustration de mars 1911, à porter avec un boléro ou une tunique. La jupe-culotte entre ainsi dans l'espace public comme un compromis acceptable, même si elle suscite encore des critiques parfois virulentes, notamment de l'Église. À l'inverse, elle provoque de l'agacement chez des femmes émancipées comme Colette qui s'écrie : « La jupe, oui. La culotte, oui. La jupe-culotte, non ! ».
Sans jamais disparaître complètement du vestiaire féminin, la jupe-culotte s'éclipsera rapidement devant le pantalon. Les deux guerres mondiales et les périodes d'après-guerre seront en effet déterminantes dans la réforme du costume féminin : elles entraineront, respectivement, le travail des femmes dans le domaine tant de l'agriculture que de l'industrie et la nécessité de porter des vêtements adaptés ; un rejet de l'ostentation des parures féminines dans le deuil et la grande dépression économique qui suivront les conflits. Avec certes des soubresauts, le port du pantalon par les femmes s'imposera, supplantant celui de la jupe « à deux jambes » qui pâtit de son image ambivalente.

## Dans le domaine musical
Jupe-culotte est le titre (en français sur la partition pour piano, sous-titrée en portugais) d'une valse populaire écrite par le compositeur brésilien Carlos Teixeira de Carvalho (1877-1921).

## Dans la littérature
Dans son roman Les Jupes-culottes (1984), Françoise Dorin prête à son personnage féminin principal, Lauranne, un classement des femmes en trois catégories : 
- les femmes « jupes » qui « se voulaient dépendantes de l'Homme, ignoraient l'évolution des mœurs et profitaient des avantages de cette domination » ;
- les femmes « culottes » qui « s'appropriaient toutes les prérogatives masculines » ;
- et les femmes « louvoyant entre les deux autres », qui ont « le cœur en jupe et la tête en culotte » : les femmes « jupes-culottes ».

Ces femmes représentent à ses yeux « une nouvelle race de femmes » à l'« ambivalence » assumée.